# William C. Feazel

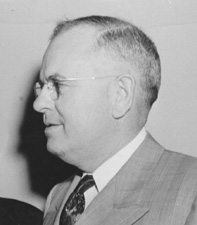
William C. Feazel

William Crosson Feazel (* 10. Juni 1895; † 16. März 1965) war Senator des US-Bundesstaates Louisiana. Er wurde in der Nähe von Farmerville in Union Parish geboren, absolvierte die öffentlichen Schulen und arbeitete als unabhängiger Öl- und Gasproduzent.
Feazel war von 1932 bis 1936 Mitglied des Repräsentantenhauses von Louisiana. Er wurde von Gouverneur Earl Kemp Long am 18. Mai 1948 als Angehöriger der Demokratischen Partei in den Senat berufen, um die Lücke, die durch den Tod von John H. Overton entstanden war, zu füllen. Feazel willigte ein und bekleidete das Amt vom 18. Mai bis zum 30. Dezember 1948. Er nahm nicht an der Wahl um die freie Stelle im Senat teil und kehrte wieder ins Öl- und Gasgeschäft in Monroe und Shreveport zurück. Er war Einwohner von West Monroe und starb 1965 in Shreveport; die Beerdigung war in Hasley Cemetery, West Monroe. Sein Sitz im Senat ging an seinen Nachfolger Russell B. Long, ebenfalls Angehöriger der Demokratischen Partei und Sohn von Huey P. Long.